# Jardim de Santa Bárbara
O Jardim de Santa Bárbara localiza-se na freguesia da Sé, no centro histórico da cidade de Braga, no distrito de mesmo nome, em Portugal.
Trata-se de um jardim público municipal, junto à ala medieval do Paço Episcopal Bracarense.
No seu centro encontra-se uma fonte do século XVII, que pertencia originalmente ao antigo Convento dos Remédios, encimada por uma estátua de Santa Bárbara, que dá o nome ao jardim.
A denominação oficial como Jardim de Santa Bárbara foi aprovada na reunião de Câmara de 17 de fevereiro de 1955.
O jardim foi em 9 de julho de 2018 classificado como Bem Cultural de Interesse Municipal em reunião de executivo da Câmara de Braga.
Encontra-se classificado como Sítio de Interesse Municipal.